# Невидимые крылья
«Невидимые крылья» (кит. трад. 隐形的翅膀, пиньинь yǐn xíng de chì bǎng) — китайский фильм 2007 года режиссёра Фэн Чжэньчжи.

## Сюжет
Фильм о жизни девушки по имени Чжи Хуа, лишившейся в ранней юности обеих рук из-за электротравмы. Не имея возможности даже ходить в школу, девочка пытается покончить с жизнью, но позже находит в себе силы научиться делать большинство вещей с помощью ног — умываться, есть и пить, писать, готовить, даже делать воздушные змеи — и добиться продолжения образования.
Это не заканчивает её проблемы — девушка хочет стать врачом и пытается поступить на медицинский факультет университета, но получает отказ из-за инвалидности; её мать, ещё раньше от горя заработавшая невроз, обезумевает и однажды пропадает без вести. Однако девушка не теряет упорства и тренируется в плавании, в конечном счете становясь чемпионкой национального чемпионата среди спортсменов-инвалидов.

## В ролях
- Чжи Хуа — Лэй Цинъяо (на биографии которой и основан фильм)

## Награды
- Премия «Золотой слон» (Международный фестиваль кино для детей), Хайдарабад, Индия (2007)
- Премия в категории «Лучший фильм»[2]
- Huabiao Awards[англ.], КНР (2007)
- Премия в категории «Выдающийся юный исполнитель»[3]
- Премия «Сто цветов», КНР (2008)
- Премия в категории «Лучший новый исполнитель» — Лэй Цинъяо[3][4]
- Номинация в категории «Лучший фильм» (фильм был удостоен «2-й степени», звания Outstanding Feature Film)[3][4]
- Номинация в категории «Лучшая женская роль второго плана» (Цзин Ян)[4]